# Liste des médaillés aux Jeux olympiques d'hiver de 2010
Cet article liste les athlètes ayant remporté une médaille aux Jeux olympiques d'hiver de 2010 à Vancouver (Canada).

## Biathlon

### Hommes
| Épreuves                                | Or                                                                           | Argent                                                                      | Bronze                                                              |
| --------------------------------------- | ---------------------------------------------------------------------------- | --------------------------------------------------------------------------- | ------------------------------------------------------------------- |
| 20 km individuel résultats détaillés    | Emil Hegle Svendsen (NOR)                                                    | Ole Einar Bjoerndalen (NOR) Sergeï Novikov (BLR)                            | -                                                                   |
| Sprint 10 km résultats détaillés        | Vincent Jay (FRA)                                                            | Emil Hegle Svendsen (NOR)                                                   | Jakov Fak (CRO)                                                     |
| Poursuite 12,5 km résultats détaillés   | Björn Ferry (SWE)                                                            | Christoph Sumann (AUT)                                                      | Vincent Jay (FRA)                                                   |
| Relais 4×7,5 km résultats détaillés     | Norvège Halvard Hanevold Tarjei Bø Emil Hegle Svendsen Ole Einar Bjoerndalen | Autriche Simon Eder Daniel Mesotitsch Dominik Landertinger Christoph Sumann | Russie Ivan Tcherezov Anton Shipulin Maxim Tchoudov Evgeny Ustyugov |
| Départ groupé 15 km résultats détaillés | Martin Fourcade (FRA)                                                        | Pavol Hurajt (SVK)                                                          | Christoph Sumann (AUT)                                              |

### Femmes
| Épreuves                                  | Or                                                                            | Argent                                                               | Bronze                                                            |
| ----------------------------------------- | ----------------------------------------------------------------------------- | -------------------------------------------------------------------- | ----------------------------------------------------------------- |
| 15 km individuel résultats détaillés      | Tora Berger (NOR)                                                             | Ielena Khroustaliova (KAZ)                                           | Darya Domracheva (BLR)                                            |
| Sprint 7,5 km résultats détaillés         | Anastazia Kuzmina (SVK)                                                       | Magdalena Neuner (GER)                                               | Marie Dorin (FRA)                                                 |
| Poursuite 10 km résultats détaillés       | Magdalena Neuner (GER)                                                        | Anastazia Kuzmina (SVK)                                              | Marie-Laure Brunet (FRA)                                          |
| Relais 4×6 km résultats détaillés         | Russie Svetlana Sleptsova Anna Bogali-Titovets Olga Medvedtseva Olga Zaitseva | France Marie-Laure Brunet Sylvie Becaert Marie Dorin Sandrine Bailly | Allemagne Kati Wilhelm Simone Hauswald Martina Beck Andrea Henkel |
| Départ groupé 12,5 km résultats détaillés | Magdalena Neuner (GER)                                                        | Olga Zaïtseva (RUS)                                                  | Simone Hauswald (GER)                                             |

## Bobsleigh
| Épreuves                           | Or                                                                    | Argent                                                            | Bronze                                                          |
| ---------------------------------- | --------------------------------------------------------------------- | ----------------------------------------------------------------- | --------------------------------------------------------------- |
| Bob à deux H résultats détaillés   | Allemagne Andre Lange Kevin Kuske                                     | Allemagne Thomas Florschuetz Richard Adjei                        | Russie Aleksandr Zoubkov Alekseï Voïevoda                       |
| Bob à quatre H résultats détaillés | États-Unis Steven Holcomb Steve Mesler Curtis Tomasevicz Justin Olsen | Allemagne Andre Lange Kevin Kuske Alexander Roediger Martin Putze | Canada Lyndon Rush David Bissett Lascelles Brown Chris Le Bihan |
| Bob à deux F résultats détaillés   | Canada Kaillie Humphries Heather Moyse                                | Canada Helen Upperton Shelley-Ann Brown                           | États-Unis Erin Pac Elana Meyers                                |

## Combiné nordique
| Épreuves                                             | Or                                                                  | Argent                                                             | Bronze                                                                 |
| ---------------------------------------------------- | ------------------------------------------------------------------- | ------------------------------------------------------------------ | ---------------------------------------------------------------------- |
| Petit tremplin - Gundersen 10 km résultats détaillés | Jason Lamy-Chappuis (FRA)                                           | Johnny Spillane (USA)                                              | Alessandro Pittin (ITA)                                                |
| Grand tremplin - Gundersen 10 km résultats détaillés | Bill Demong (USA)                                                   | Johnny Spillane (USA)                                              | Bernhard Gruber (AUT)                                                  |
| Par équipe - Gundersen 4 × 5 km résultats détaillés  | Autriche Bernhard Gruber David Kreiner Felix Gottwald Mario Stecher | États-Unis Brett Camerota Todd Lodwick Johnny Spillane Bill Demong | Allemagne Johannes Rydzek Tino Edelmann Eric Frenzel Bjoern Kircheisen |

## Curling
| Épreuves                   | Or                                                                  | Argent                                                                           | Bronze                                                           |
| Hommes résultats détaillés | Canada                                                              | Norvège                                                                          | Suisse                                                           |
| -------------------------- | ------------------------------------------------------------------- | -------------------------------------------------------------------------------- | ---------------------------------------------------------------- |
| Hommes résultats détaillés | Kevin Martin John Morris Marc Kennedy Ben Hebert Adam Enright       | Thomas Ulsrud Torger Nergård Christoffer Svae Håvard Vad Petersson Thomas Løvold | Ralph Stöckli Jan Hauser Markus Eggler Simon Strübin Toni Müller |
| Femmes résultats détaillés | Suède                                                               | Canada                                                                           | Chine                                                            |
| Femmes résultats détaillés | Anette Norberg Eva Lund Cathrine Lindahl Anna Svärd Kajsa Bergström | Cheryl Bernard Susan O'Connor Carolyn Darbyshire Cori Bartel Kristie Moore       | Wang Bingyu Liu Yin Yue Qingshuang Zhou Yan Liu Jinli            |

## Hockey sur glace
| Épreuves                   | Or | Argent | Bronze |
| -------------------------- | --- | --- | --- |
| Hommes résultats détaillés | Canada - Martin Brodeur - Roberto Luongo - Marc-André Fleury - Dan Boyle - Drew Doughty - Duncan Keith - Scott Niedermayer - Chris Pronger - Brent Seabrook - Shea Weber - Patrice Bergeron - Sidney Crosby - Ryan Getzlaf - Dany Heatley - Jarome Iginla - Patrick Marleau - Brenden Morrow - Rick Nash - Corey Perry - Mike Richards - Eric Staal - Joe Thornton - Jonathan Toews              | États-Unis - Ryan Miller - Jonathan Quick - Tim Thomas - Tim Gleason - Erik Johnson - Jack Johnson - Brooks Orpik - Brian Rafalski - Ryan Suter - Ryan Whitney - David Backes - Dustin Brown - Ryan Callahan - Chris Drury - Patrick Kane - Ryan Kesler - Phil Kessel - Jamie Langenbrunner - Ryan Malone - Zach Parisé - Joe Pavelski - Bobby Ryan - Paul Stastny          | Finlande - Niklas Bäckström - Miikka Kiprusoff - Antero Niittymäki - Kimmo Timonen - Sami Salo - Joni Pitkänen - Toni Lydman - Lasse Kukkonen - Sami Lepistö - Janne Niskala - Antti Miettinen - Mikko Koivu - Tuomo Ruutu - Jere Lehtinen - Saku Koivu - Teemu Selänne - Ville Peltonen - Olli Jokinen - Niklas Hagman - Valtteri Filppula - Niko Kapanen - Jarkko Immonen - Jarkko Ruutu |
| Femmes résultats détaillés | Canada - Charline Labonté - Kim St-Pierre - Shannon Szabados - Carla MacLeod - Becky Kellar - Colleen Sostorics - Meaghan Mikkelson - Catherine Ward - Tessa Bonhomme - Meghan Agosta - Rebecca Johnston - Cherie Piper - Gillian Apps - Caroline Ouellette - Jayna Hefford - Jennifer Botterill - Haley Irwin - Hayley Wickenheiser - Sarah Vaillancourt - Gina Kingsbury - Marie-Philip Poulin | États-Unis - Brianne McLaughlin - Molly Schaus - Jessie Vetter - Kacey Bellamy - Caitlin Cahow - Lisa Chesson - Molly Engstrom - Angela Ruggiero - Kerry Weiland - Julie Chu - Natalie Darwitz - Meghan Duggan - Hilary Knight - Jocelyne Lamoureux - Monique Lamoureux - Erika Lawler - Gigi Marvin - Jenny Potter - Kelli Stack - Karen Thatcher - Jinelle Zaugg-Siergiej | Finlande - Mira Kuisma - Anna Vanhatalo - Noora Räty - Emma Laaksonen - Rosa Lindstedt - Mariia Posa - Jenni Hiirikoski - Terhi Mertanen - Saija Sirviö - Heidi Pelttari - Marjo Voutilainen - Venla Hovi - Annina Rajahuhta - Mari Saarinen - Linda Välimäki - Minnamari Tuominen - Michelle Karvinen - Saara Tuominen - Nina Tikkinen - Anne Helin - Karoliina Rantamäki                 |

## Luge
| Épreuves                          | Or                                         | Argent                             | Bronze                                     |
| --------------------------------- | ------------------------------------------ | ---------------------------------- | ------------------------------------------ |
| Simple hommes résultats détaillés | Felix Loch (GER)                           | David Möller (GER)                 | Armin Zöggeler (ITA)                       |
| Double hommes résultats détaillés | Andreas Linger (AUT) Wolfgang Linger (AUT) | Andris Sics (LAT) Juris Sics (LAT) | Patric Leitner (GER) Alexander Resch (GER) |
| Simple femmes résultats détaillés | Tatjana Hüfner (GER)                       | Nina Reithmayer (AUT)              | Natalie Geisenberger (GER)                 |

## Patinage artistique
| Épreuves                            | Or                             | Argent                               | Bronze                                    |
| ----------------------------------- | ------------------------------ | ------------------------------------ | ----------------------------------------- |
| Individuel H résultats détaillés    | Evan Lysacek (USA)             | Evgeni Plushenko (RUS)               | Daisuke Takahashi (JPN)                   |
| Individuel F résultats détaillés    | Kim Yuna (KOR)                 | Mao Asada (JPN)                      | Joannie Rochette (CAN)                    |
| Couples résultats détaillés         | Chine Xue Shen Hongbo Zhao     | Chine Quing Pang Jian Tong           | Allemagne Aljona Savchenko Robin Szolkowy |
| Danse sur glace résultats détaillés | Canada Tessa Virtue Scott Moir | États-Unis Meryl Davis Charlie White | Russie Oksana Domnina Maksim Chabaline    |

## Patinage de vitesse

### Hommes
| Épreuves                                  | Or                                                        | Argent                                                                      | Bronze                                                                  |
| ----------------------------------------- | --------------------------------------------------------- | --------------------------------------------------------------------------- | ----------------------------------------------------------------------- |
| 500 m résultats détaillés                 | Mo Tae-Bum (KOR)                                          | Keiichiro Nagashima (JPN)                                                   | Joji Kato (JPN)                                                         |
| 1 000 m résultats détaillés               | Shani Davis (USA)                                         | Mo Tae-Bum (KOR)                                                            | Chad Hedrick (USA)                                                      |
| 1 500 m résultats détaillés               | Mark Tuitert (NED)                                        | Shani Davis (USA)                                                           | Havard Bokko (NOR)                                                      |
| 5 000 m résultats détaillés               | Sven Kramer (NED)                                         | Lee Seung-Hoon (KOR)                                                        | Ivan Skobrev (RUS)                                                      |
| 10 000 m résultats détaillés              | Lee Seung-Hoon (KOR)                                      | Ivan Skobrev (RUS)                                                          | Bob de Jong (NED)                                                       |
| Poursuite par équipes résultats détaillés | Canada - Mathieu Giroux - Lucas Makowsky - Denny Morrison | États-Unis - Brian Hansen - Chad Hedrick - Jonathan Kuck - Trevor Marsicano | Pays-Bas - Jan Blokhuijsen - Sven Kramer - Simon Kuipers - Mark Tuitert |

### Femmes
| Épreuves                                  | Or | Argent                                            | Bronze                                                                    |
| ----------------------------------------- | --- | ------------------------------------------------- | ------------------------------------------------------------------------- |
| 500 m résultats détaillés                 | Lee Sang-Hwa (KOR)                                                                                    | Jenny Wolf (GER)                                  | Wang Beixing (CHN)                                                        |
| 1 000 m résultats détaillés               | Christine Nesbitt (CAN)                                                                               | Annette Gerritsen (NED)                           | Laurine van Riessen (NED)                                                 |
| 1 500 m résultats détaillés               | Ireen Wust (NED)                                                                                      | Kristina Groves (CAN)                             | Martina Sáblíková (CZE)                                                   |
| 3 000 m résultats détaillés               | Martina Sáblíková (CZE)                                                                               | Stephanie Beckert (GER)                           | Kristina Groves (CAN)                                                     |
| 5 000 m résultats détaillés               | Martina Sáblíková (CZE)                                                                               | Stephanie Beckert (GER)                           | Clara Hughes (CAN)                                                        |
| Poursuite par équipes résultats détaillés | Allemagne - Daniela Anschütz-Thoms - Stephanie Beckert - Anni Friesinger-Postma - Katrin Mattscherodt | Japon - Masako Hozumi - Maki Tabata - Nao Kodaira | Pologne - Katarzyna Bachleda-Curus - Katarzyna Wozniak - Luiza Zlotkowska |

## Saut à ski
| Épreuves                                      | Or                                                                                       | Argent                                                                         | Bronze                                                                      |
| --------------------------------------------- | ---------------------------------------------------------------------------------------- | ------------------------------------------------------------------------------ | --------------------------------------------------------------------------- |
| Petit tremplin indiv. résultats détaillés     | Simon Ammann (SUI)                                                                       | Adam Malysz (POL)                                                              | Gregor Schlierenzauer (AUT)                                                 |
| Grand tremplin indiv. résultats détaillés     | Simon Ammann (SUI)                                                                       | Adam Malysz (POL)                                                              | Gregor Schlierenzauer (AUT)                                                 |
| Petit tremplin par équipe résultats détaillés | Autriche - Wolfgang Loitzl - Andreas Kofler - Thomas Morgenstern - Gregor Schlierenzauer | Allemagne - Michael Neumayer - Andreas Wank - Martin Schmitt - Michael Uhrmann | Norvège - Anders Bardal - Tom Hilde - Johan Remen Evensen - Anders Jacobsen |

## Patinage de vitesse sur piste courte

### Hommes
| Épreuves                           | Or                                                                                   | Argent                                                               | Bronze                                                                      |
| ---------------------------------- | ------------------------------------------------------------------------------------ | -------------------------------------------------------------------- | --------------------------------------------------------------------------- |
| 500 m résultats détaillés          | Charles Hamelin (CAN)                                                                | Sung Si-Bak (KOR)                                                    | François-Louis Tremblay (CAN)                                               |
| 1 000 m résultats détaillés        | Lee Jung-Su (KOR)                                                                    | Lee Ho-Suk (KOR)                                                     | Apolo Anton Ohno (USA)                                                      |
| 1 500 m résultats détaillés        | Lee Jung-Su (KOR)                                                                    | Apolo Anton Ohno (USA)                                               | J.R. Celski (USA)                                                           |
| Relais 5 000 m résultats détaillés | Canada - Charles Hamelin - François Hamelin - Olivier Jean - François-Louis Tremblay | Corée du Sud - Kwak Yoon-Gy - Lee Ho-Suk - Lee Jung-Su - Sung Si-Bak | États-Unis - J.R. Celski - Travis Jayner - Jordan Malone - Apolo Anton Ohno |

### Femmes
| Épreuves                           | Or                                                     | Argent                                                                      | Bronze                                                                       |
| ---------------------------------- | ------------------------------------------------------ | --------------------------------------------------------------------------- | ---------------------------------------------------------------------------- |
| 500 m résultats détaillés          | Wang Meng (CHN)                                        | Marianne St-Gelais (CAN)                                                    | Arianna Fontana (ITA)                                                        |
| 1 000 m résultats détaillés        | Wang Meng (CHN)                                        | Katherine Reutter (USA)                                                     | Park Seung-Hi (KOR)                                                          |
| 1 500 m résultats détaillés        | Zhou Yang (CHN)                                        | Lee Eun-Byul (KOR)                                                          | Park Seung-Hi (KOR)                                                          |
| Relais 3 000 m résultats détaillés | Chine - Sun Linlin - Wang Meng - Zhang Hui - Zhou Yang | Canada - Jessica Gregg - Kalyna Roberge - Marianne St-Gelais - Tania Vicent | États-Unis - Allison Baver - Alyson Dudek - Lana Gehring - Katherine Reutter |

## Skeleton
| Épreuves                   | Or                   | Argent                   | Bronze                    |
| -------------------------- | -------------------- | ------------------------ | ------------------------- |
| Hommes résultats détaillés | Jon Montgomery (CAN) | Martins Dukurs (LAT)     | Aleksandr Tretyakov (RUS) |
| Femmes résultats détaillés | Amy Williams (GBR)   | Kerstin Szymkowiak (GER) | Anja Huber (GER)          |

## Ski acrobatique

### Hommes
| Épreuves                      | Or                       | Argent                | Bronze                |
| ----------------------------- | ------------------------ | --------------------- | --------------------- |
| Bosses résultats détaillés    | Alexandre Bilodeau (CAN) | Dale Begg-Smith (AUS) | Bryon Wilson (USA)    |
| Sauts résultats détaillés     | Alexei Grishin (BLR)     | Jeret Peterson (USA)  | Liu Zhongqing (CHN)   |
| Ski cross résultats détaillés | Michael Schmid (SUI)     | Andreas Matt (AUT)    | Audun Groenvold (NOR) |

### Femmes
| Épreuves                      | Or                    | Argent               | Bronze                 |
| ----------------------------- | --------------------- | -------------------- | ---------------------- |
| Bosses résultats détaillés    | Hannah Kearney (USA)  | Jennifer Heil (CAN)  | Shannon Bahrke (USA)   |
| Sauts résultats détaillés     | Lydia Lassila (AUS)   | Li Nina (CHN)        | Guo Xinxin (CHN)       |
| Ski cross résultats détaillés | Ashleigh McIvor (CAN) | Hedda Berntsen (NOR) | Marion Josserand (FRA) |

## Ski alpin

### Hommes
| Épreuves                          | Or                       | Argent                   | Bronze                   |
| --------------------------------- | ------------------------ | ------------------------ | ------------------------ |
| Descente résultats détaillés      | Didier Défago (SUI)      | Aksel Lund Svindal (NOR) | Bode Miller (USA)        |
| Super-G résultats détaillés       | Aksel Lund Svindal (NOR) | Bode Miller (USA)        | Andrew Weibrecht (USA)   |
| Slalom géant résultats détaillés  | Carlo Janka (SUI)        | Kjetil Jansrud (NOR)     | Aksel Lund Svindal (NOR) |
| Slalom résultats détaillés        | Giuliano Razzoli (ITA)   | Ivica Kostelić (CRO)     | Andre Myhrer (SWE)       |
| Super-combiné résultats détaillés | Bode Miller (USA)        | Ivica Kostelić (CRO)     | Silvan Zurbriggen (SUI)  |

### Femmes
| Épreuves                          | Or                        | Argent               | Bronze                |
| --------------------------------- | ------------------------- | -------------------- | --------------------- |
| Descente résultats détaillés      | Lindsey Vonn (USA)        | Julia Mancuso (USA)  | Elisabeth Görgl (AUT) |
| Super-G résultats détaillés       | Andrea Fischbacher (AUT)  | Tina Maze (SLO)      | Lindsey Vonn (USA)    |
| Slalom géant résultats détaillés  | Viktoria Rebensburg (GER) | Tina Maze (SLO)      | Elisabeth Görgl (AUT) |
| Slalom résultats détaillés        | Maria Riesch (GER)        | Marlies Schild (AUT) | Sarka Zahrobska (CZE) |
| Super-combiné résultats détaillés | Maria Riesch (GER)        | Julia Mancuso (USA)  | Anja Pärson (SWE)     |

## Ski de fond

### Hommes
| Épreuves                              | Or                                                                    | Argent                                                                         | Bronze                                                              |
| ------------------------------------- | --------------------------------------------------------------------- | ------------------------------------------------------------------------------ | ------------------------------------------------------------------- |
| Poursuite 30 km résultats détaillés   | Marcus Hellner (SWE)                                                  | Tobias Angerer (GER)                                                           | Johan Olsson (SWE)                                                  |
| 15 km libre résultats détaillés       | Dario Cologna (SUI)                                                   | Pietro Piller Cottrer (ITA)                                                    | Lukáš Bauer (CZE)                                                   |
| 50 km classique résultats détaillés   | Petter Northug (NOR)                                                  | Axel Teichmann (GER)                                                           | Johan Olsson (SWE)                                                  |
| Sprint résultats détaillés            | Nikita Kriukov (RUS)                                                  | Alexander Panzhinskiy (RUS)                                                    | Petter Northug (NOR)                                                |
| Sprint par équipe résultats détaillés | Norvège Oeystein Pettersen Petter Northug                             | Allemagne Tim Tscharnke Axel Teichmann                                         | Russie Nikolaï Morilov Alexey Petukhov                              |
| Relais 4 × 10 km résultats détaillés  | Suède Daniel Richardsson Johan Olsson Anders Södergren Marcus Hellner | Norvège Martin Johnsrud Sundby Odd-Bjoern Hjelmeset Lars Berger Petter Northug | République tchèque Martin Jaks Lukáš Bauer Jiří Magál Martin Koukal |

### Femmes
| Épreuves                              | Or                                                                            | Argent                                                                         | Bronze                                                                         |
| ------------------------------------- | ----------------------------------------------------------------------------- | ------------------------------------------------------------------------------ | ------------------------------------------------------------------------------ |
| Poursuite 15 km résultats détaillés   | Marit Bjørgen (NOR)                                                           | Anna Haag (SWE)                                                                | Justyna Kowalczyk (POL)                                                        |
| 10 km libre résultats détaillés       | Charlotte Kalla (SWE)                                                         | Kristina Smigun (EST)                                                          | Marit Bjørgen (NOR)                                                            |
| 30 km libre résultats détaillés       | Justyna Kowalczyk (POL)                                                       | Marit Bjørgen (NOR)                                                            | Aino-Kaisa Saarinen (FIN)                                                      |
| Sprint résultats détaillés            | Marit Bjørgen (NOR)                                                           | Justyna Kowalczyk (POL)                                                        | Petra Majdic (SLO)                                                             |
| Sprint par équipe résultats détaillés | Allemagne Evi Sachenbacher-Stehle Claudia Nystad                              | Suède Charlotte Kalla Anna Haag                                                | Russie Irina Khazova Natalia Korosteleva                                       |
| Relais 4 × 5 km résultats détaillés   | Norvège Vibeke Skofterud Therese Johaug Kristin Stoermer Steira Marit Bjørgen | Allemagne Evi Sachenbacher-Stehle Katrin Zeller Claudia Nystad Miriam Goessner | Finlande Pirjo Muranen Virpi Kuitunen Riitta-Liisa Roponen Aino-Kaisa Saarinen |

## Snowboard

### Hommes
| Épreuves                                   | Or                       | Argent                | Bronze                 |
| ------------------------------------------ | ------------------------ | --------------------- | ---------------------- |
| Halfpipe résultats détaillés               | Shaun White (USA)        | Peetu Piiroinen (FIN) | Scott Lago (USA)       |
| Cross résultats détaillés                  | Seth Wescott (USA)       | Mike Robertson (CAN)  | Tony Ramoin (FRA)      |
| Slalom géant parallèle résultats détaillés | Jasey Jay Anderson (CAN) | Benjamin Karl (AUT)   | Mathieu Bozzetto (FRA) |

### Femmes
| Épreuves                                   | Or                        | Argent                    | Bronze               |
| ------------------------------------------ | ------------------------- | ------------------------- | -------------------- |
| Halfpipe résultats détaillés               | Torah Bright (AUS)        | Hannah Teter (USA)        | Kelly Clark (USA)    |
| Cross résultats détaillés                  | Maëlle Ricker (CAN)       | Déborah Anthonioz (FRA)   | Olivia Nobs (SUI)    |
| Slalom géant parallèle résultats détaillés | Nicolien Sauerbreij (NED) | Ekaterina Ilyukhina (RUS) | Marion Kreiner (AUT) |

## Athlètes les plus médaillés
| Athlète                     | Sport                                | Médaille d'or, Jeux olympiques | Médaille d'argent, Jeux olympiques | Médaille de bronze, Jeux olympiques | Total |
| Marit Bjørgen (NOR)         | Ski de fond                          | 3                              | 1                                  | 1                                   | 5     |
| Petter Northug (NOR)        | Ski de fond                          | 2                              | 1                                  | 1                                   | 4     |
| Wang Meng (CHN)             | Patinage de vitesse sur piste courte | 3                              | 0                                  | 0                                   | 3     |
| Magdalena Neuner (GER)      | Biathlon                             | 2                              | 1                                  | 0                                   | 3     |
| Emil Hegle Svendsen (NOR)   | Biathlon                             | 2                              | 1                                  | 0                                   | 3     |
| Lee Jung-Su (KOR)           | Patinage de vitesse sur piste courte | 2                              | 1                                  | 0                                   | 3     |
| Martina Sáblíková (CZE)     | Patinage de vitesse                  | 2                              | 0                                  | 1                                   | 3     |
| Stephanie Beckert (GER)     | Patinage de vitesse                  | 1                              | 2                                  | 0                                   | 3     |
| Aksel Lund Svindal (NOR)    | Ski alpin                            | 1                              | 1                                  | 1                                   | 3     |
| Bode Miller (USA)           | Ski alpin                            | 1                              | 1                                  | 1                                   | 3     |
| Justyna Kowalczyk (POL)     | Ski de fond                          | 1                              | 1                                  | 1                                   | 3     |
| Gregor Schlierenzauer (AUT) | Saut à ski                           | 1                              | 0                                  | 2                                   | 3     |
| Johan Olsson (SWE)          | ski de fond                          | 1                              | 0                                  | 2                                   | 3     |
| Johnny Spillane (USA)       | Combiné nordique                     | 0                              | 3                                  | 0                                   | 3     |
| Apolo Anton Ohno (USA)      | Patinage de vitesse sur piste courte | 0                              | 1                                  | 2                                   | 3     |